# Gryllus arijua
Gryllus arijua är en insektsart som beskrevs av Otte, D. och Perez-gelabert 2009. Gryllus arijua ingår i släktet Gryllus och familjen syrsor. Inga underarter finns listade i Catalogue of Life.